# Ford Models
Ford Modeling Agency lub Ford Models – nowojorska agencja modelingowa, założona w 1946 przez Eileen i Gerarda W. Fordów.
Poza główną siedzibą w Nowym Jorku, Ford Models ma swoje oddziały w Los Angeles, San Francisco, Miami, Chicago, Scottsdale, Milwaukee, Toronto, Paryżu, São Paulo, Rio de Janeiro i Buenos Aires.
Ford Models była najważniejszą agencją modelingową w Nowym Jorku, aż do otwarcia Elite Model Management, co doprowadziło do sporu między firmami w latach 80. Ford, podobnie jak wiele agencji z lat wcześniejszych, rywalizuje obecnie ze współczesnymi konkurentami w postaci Women, IMG czy DNA.
Agencja reprezentowała wiele gwiazd, a wśród nich były m.in.: Paulina Porizkova, Christie Brinkley, Jerry Hall, Lauren Hutton, Kelly LeBrock, Elle Macpherson, Christy Turlington, Courteney Cox, Rachel Hunter, Evangeline Lilly, Stephanie Seymour, Chanel Iman, Carolyn Murphy, Carmen Dell’Orefice, Carol Alt Erin O’Connor, Veronica Webb, Paris Hilton, Anderson Cooper, Ali Larter, Dorian Leigh, Ashley Tisdale, Ryan Lochte i Lindsay Lohan.
W 1980 agencja zapoczątkowała konkurs Supermodel of the World, który każdego roku przynosi ponad 60 tys. zgłoszeń z całego świata.
W 2000 roku agencja sportowa Magnum Sports and Entertainment nabyła 80% udziałów w Ford Models.

## Ludzie reprezentowani przez Ford Models (w przeszłości i obecnie)[6][7]
| - Christy Turlington - Kim Alexis - Carol Alt - Joanna Bacalso - Gelila Bekele - Christie Brinkley - Bebe Buell - Brooke Burke - Suzy Chaffee - Gina Choe - Diane Coffey - Daiane Conterato - Anderson Cooper - Crystal Renn - Wilhelmina Cooper - Courteney Cox - Yaya DaCosta - Charlotte Dawson - Kristine Debell - Janice Dickinson - Katarzyna Dolinska | - Dani Evans - Stacy-Ann Fequiere - Liliane Ferrarezi - Chanel Iman - Elaine Irwin - Nataliya Gotsiy - Jerry Hall - Lydia Hearst-Shaw - Paris Hilton - Kristy Hinze - Brent Huff - Alexandria Karlsen - Allison Kuehn - Ali Larter - Dorian Leigh - Noémie Lenoir - Nicole Linkletter - Ryan Lochte - Kimberley Locke - Lindsay Lohan - Ali Lohan | - Elle MacPherson - Eva Marcille - Karen McDougal - Kristen McMenamy - Xuxa Meneghel - Jennifer Messelier - Ana Claudia Michels - Naima Mora - Melanie Marquez - Carolyn Murphy - Ajuma Nasenyana - Kevin Navayne - Natalie Pack - Flavia de Oliveira - Tera Patrick - Brita Petersons - Tori Praver - Bar Refa’eli - Charo Ronquillo - Amber Rose - Jessica Santiago | - Ines Sastre - Monika Schnarre - Bre Scullark - Stephanie Seymour - Evandro Soldati - Tatiana Sorokko - Heather Stohler - Kim Stolz - Raven-Symoné - Bruna Tenorio - Cheryl Tiegs - Analeigh Tipton - Ashley Tisdale - Twiggy - Vendela - Frederique van der Wal - Veronica Webb - Alek Wek - Marshall Williams - Jonathan Clark - David Miko - Paul Gutenberg - Kevin La'Vase - Patrick McCalister - Mischa Barton - Leahael Majerski - Zuzanna Brończyk |